# خوزه امیلیو پاچکو
 خوزه امیلیو پاچکو (به انگلیسی: José Emilio Pacheco؛ ۳۰ ژوئن ۱۹۳۹ – ۲۶ ژانویهٔ ۲۰۱۴) شاعر، نویسنده و فیلم‌نامه‌نویس اهل مکزیک بود.
وی برندهٔ جوایزی همچون جایزه سروانتس شده‌بود.

پاچکو در ۲۶ ژانویهٔ ۲۰۱۴، در سن ۷۴ سالگی بر اثر ایست قلبی درگذشت.